# Municipio de Elkton (Dakota del Sur)
El municipio de Elkton (en inglés: Elkton Township) es un municipio ubicado en el condado de Brookings en el estado estadounidense de Dakota del Sur. En el año 2010 tenía una población de 94 habitantes y una densidad poblacional de 1,79 personas por km².

## Geografía
El municipio de Elkton se encuentra ubicado en las coordenadas 44°14′28″N 96°30′1″O / 44.24111, -96.50028. Según la Oficina del Censo de los Estados Unidos, el municipio tiene una superficie total de 52.46 km², de la cual 52,46 km² corresponden a tierra firme y (0 %) 0 km² es agua.

## Demografía
Según el censo de 2010, había 94 personas residiendo en el municipio de Elkton. La densidad de población era de 1,79 hab./km². De los 94 habitantes, el municipio de Elkton estaba compuesto por el 96,81 % blancos y el 3,19 % eran de una mezcla de razas. Del total de la población el 5,32 % eran hispanos o latinos de cualquier raza.